# Nine cubes
『nine cubes』（ナイン・キューブス）は、日本の女性歌手、華原朋美の3作目のオリジナルアルバム。小室哲哉プロデュースによるアルバムである。

## 解説
- ワーナーミュージックジャパン移籍後初のアルバム。
- 初回限定盤はロゴ入り特殊パッケージ仕様でフォトブック付き。
- 小室プロデュース最後のオリジナル・アルバム。全曲、小室が作詞・作曲・編曲を手掛けている。

## 音楽性とテーマ
- アルバムタイトルは、「最後のインストゥルメンタルを除いた9曲の小さな曲達」という意味で付けられた[1]。
- デビュー当初の華原を小室は「短距離選手」と捉えていたが、デビューから今まで取れるものは全部獲得してきた華原を見て「長距離ランナーになりかかっている、だから1回純粋な目線で立ち返ってみよう」というテーマを立てたという。小室は「色んな意味でこのアルバムは華原のリニューアルに近い」とコメントしている[1]。
- 小室曰く、音色のコンセプトは「流行り物はなるべく避けて、普遍的なポップスまで持っていく」「『見通しの良い景色が見えてきたら、自然とゆったりして来た』という見え方のするサウンド」を目指したという[1]。
- 華原は「『LOVE BRACE』『storytelling』とつながりつつ、曲自体は優しい曲、強い曲、悲しい曲が入っている。それぞれがシングルになってもおかしくない。そういう意味で9つの世界がある」と解釈している[2]。

## アートワーク
ライナーノーツの「携帯電話・お菓子等好きなものがいっぱい詰まっている透明の四角い箱の上に座る華原」の写真について、華原は「携帯電話一つとっても、そこには色んな気持ちがあるし、お菓子にも色んな味があるでしょ。だからこのアルバムには色んな思いが詰まってますっていう意味だと思う」と解釈している。

## 収録曲
| 全作詞: 小室哲哉（except #2,3,5,6,9 補作詞：徳永ミホ）、全作曲: 小室哲哉、全編曲: 小室哲哉（except #2,3,5,6,9 補編曲：松尾和博）。 |                                  |                                                |            |      |
| # | タイトル                         | 作詞                                           | 作曲・編曲 | 時間 |
| 1. | 「daily news」                   | 小室哲哉（except #2,3,5,6,9 補作詞：徳永ミホ） | 小室哲哉   | 4:17 |
| 2. | 「needs somebody's love」        | 小室哲哉（except #2,3,5,6,9 補作詞：徳永ミホ） | 小室哲哉   | 5:07 |
| 3. | 「あなたについて」               | 小室哲哉（except #2,3,5,6,9 補作詞：徳永ミホ） | 小室哲哉   | 4:00 |
| 4. | 「here we are[album version]」   | 小室哲哉（except #2,3,5,6,9 補作詞：徳永ミホ） | 小室哲哉   | 5:31 |
| 5. | 「さがしもの」                   | 小室哲哉（except #2,3,5,6,9 補作詞：徳永ミホ） | 小室哲哉   | 3:46 |
| 6. | 「winding road」                 | 小室哲哉（except #2,3,5,6,9 補作詞：徳永ミホ） | 小室哲哉   | 5:06 |
| 7. | 「storytelling」                 | 小室哲哉（except #2,3,5,6,9 補作詞：徳永ミホ） | 小室哲哉   | 2:51 |
| 8. | 「tumblin' dice[album version]」 | 小室哲哉（except #2,3,5,6,9 補作詞：徳永ミホ） | 小室哲哉   | 4:16 |
| 9. | 「waiting for your smile」       | 小室哲哉（except #2,3,5,6,9 補作詞：徳永ミホ） | 小室哲哉   | 4:51 |
| 10. | 「sagashimono-reprise-」         | 小室哲哉（except #2,3,5,6,9 補作詞：徳永ミホ） | 小室哲哉   | 2:55 |
| 合計時間: | 合計時間:                        | 42:40                                          |            |      |

## 楽曲解説
1. daily news
  - 先行シングルとなった13thシングル。アルバムでシングルがアレンジして収録されないのは初。
2. needs somebody's love
  - 本作で2番目に歌入れした[2]。本人は本作で「一番シングルにしたい曲」と気に入っていた[2]。
  - 桃の天然水CMソングに起用され、TVではこの曲をプロモーションとして歌唱。
3. あなたについて
  - 本作で3番目に歌入れした[2]。テーマは「甘いお菓子」「カラオケで歌うと楽しい曲」[2]。
  - 華原は「歌詞では『永遠』が否定されているけど、私は永遠を信じます。家族・好きな人・友達も『みんな永遠だ』と思って信じて生きたい」と語っている[2]。
4. here we are[album version]
  - 12thシングル。間奏のハーモニカ演奏は新録音されている。1番はエコーがかかったアレンジが施されている。
5. さがしもの
  - 本作で5番目に歌入れした[2]。華原は「曲調がglobeっぽい」と思ったが、華原がこれまで培ってきた歌唱スタイルを通した[2]。
6. winding road
  - 本作で1番目に歌入れした[2]。「恋人との別れ」「24時間を大切に使う様にするための自分へのお説教」をテーマにした曲[2]。
7. storytelling
  - 前作アルバム『storytelling』ではインストで歌詞だけ公開されていたものを、今回は歌として収録。
  - 本作で最後に歌入れした[2]。華原はこの楽曲のコンセプトは「話はまだ続いている」と話している[1]。
  - 今までの曲の中で一番キーが高く、自身も「この声はどこから出しているのか?そもそもこの声は誰なのかな?」と思ったという[2]。
8. tumblin' dice[album version]
  - 11thシングル。1番はボーカルを再レコーディングしており、更にロック調にアレンジされている。
9. waiting for your smile
  - 4番目に歌入れした[2]。コンセプトは「改札口を行きかう忙しい人達の色々な思い」としている[2]。
  - MDデッキを持って、華原一人で東京駅から新幹線で三島駅まで行き、曲への感謝の気持ちを持つために「駅の人ごみの中に立つのはどういう雰囲気なのか」を確かめたという[1]。
  - 2001年に発表したアルバム『Love Again』に収録された「Waiting For Your Smile」という曲とは全く別の曲である。
10. sagashimono -reprise-
  - 本作5曲目のインストゥルメンタル。

## 参加ミュージシャン
- 小室哲哉 - ピアノ、キーボード、シンセサイザー
- 松尾和博 - ギター(#1,2,3,4,5,6,8,9)
- 木村建 - ギター(#2,4,5,6,8)
- Carmine Rojas - ベース(#2,3,5,6)
- 美久月千晴 - ベース(#1)
- 住吉中 - ベース(#4)
- Brad Cummings - ベース(#9)
- 阿部薫 - パーカッション(#1)、ドラムス(#2,3,6,9)
- 中野周一 - ドラムス(#4)

## アルバム曲タイアップ
- daily news
- needs somebody's love
- tumblin' dice album version
JT「桃の天然水」CFソング （自身出演）
- here we are album version
TBS系金曜ドラマ『ランデヴー』主題歌